# Генин, Давид Пейсахович
Дави́д Пе́йсахович Ге́нин (Давид Павлович Генин; 18 августа 1912, Витебск — 1971, Москва) — советский художник-акварелист, художник-пейзажист. Член правления Союза художников СССР, член Президиума МОСХа (с 1966 г.), член Московского выставкома.

## Биография
Давид Генин родился 18 августа 1912 года в городе Витебске. С 1928 года учился в Витебском художественном техникуме.
С 1944 по 1947 год (возможно и после) был управляющим Дирекцией выставок и панорам Комитета по делам искусств при Совете Министров СССР. С 1949 года постоянный участник Всесоюзных художественных выставок.
Скончался в 1971 году в Москве.

## Акварели
Создал множество акварелей, среди них:
- «Москва» (1947);
- «Рижское взморье» (конец 40-х);
- «Волжская сюита» (1951);
- «Кавказ» (1952);
- «Новый Минск» (1953);
- «Пейзажи Белоруссии» (1954);
- «Последний автобус».

## Открытки
- Кисловодск. Осень. Красные камни [Изоматериал] : [Открытка] / Худож. Д. П. Генин[3]
- В предгорьях Кавказа [Изоматериал] : Из сер. акварельн. рис. «На Северном Кавказе» : [Открытка] / Худож. Д. П. Генин[3]
- Июль [Изоматериал] : [открытка] / художник Д. П. Генин[4]
- На мосту [Изоматериал] : [открытка / художник] Д. П. Генин[4]
- Новый Минск. Улица Горького [Изоматериал] : [открытка] / художник Д. П. Генин[4]

## Публикации
- Д. Генин. [Вст. статья] // Д. Генин (вст. ст.). Каталог выставки произведений заслуженного деятеля искусств БССР Абрама Марковича Бразера и художника Льва Марковича Лейтмана. — Минск: Союз советских художников БССР, 1941, — С. 3—9.
- Б. П. Токин (автор), Д. П. Генин, С. Б. Телингатер (художники). Губители микробов — фитонциды. — М.: Издательство культурно-просветительской литературы, 1954.
- Генин, Давид Пейсахович. В порту. Ночью в аэропорту. Март. В очередной рейс. В рижском порту. К вечеру. Ленинградское шоссе. Московский денёк // Первая всесоюзная выставка акварели. Каталог. — М.: Советский художник, Союз художников СССР, 1965 (Обл.: Б. А. Маркевич). — С. 11−12.
- Генин, Давид Пейсахович (Павлович). День начался, 1958. На разгрузке, 1960 // Рисунок и акварель // А. Д. Фатьянов (сост.). Иркутский областной художественный музей. Советское искусство. Живопись, скульптура, рисунок и акварель. — Каталог. Иркутск, 1982. — С. 209.